# 王倫 (清朝)
王伦（？—1774年），寿张县后王庄（今陽穀縣十五里元乡后王村）人，清朝乾隆时山东民變首领。

## 生平
出生贫苦农民家庭，幼年丧父，随其母依居外祖父家，因连年荒歉，闸数度外出逃荒，颠沛流离。自幼爱习枪棒，成年后膂力过人，武不凡，且精通医道。乾隆十六年（1751年）加入白莲教支派清水教。曾長期在陽穀、寿张一带行医，並在教徒中传授拳术、气功。 
王倫自命為真紫微星下凡，提出他的一系列勸導主張，告誡教徒們該如何照做以使得渡過白蓮教預言無生老母的末世難關。
因清政府连年派重兵镇压大、小金川土司，地方官乘机横征暴敛，民不堪命，王伦遂约集堂邑人王荆隆、当地人孟灿、和尚梵伟、女艺人烏三娘、皂役李旺、盐商国泰等，率领清水教职工众，以“反对额外加征”相号召，於乾隆三十九年农历八月二十八日（1774年）在寿张起义，後世稱王倫起義。信徒們高呼各類咒語前行，武器雜亂以農具為主，因此不具備遠端攻擊力和快速機動力。王倫军一举攻占寿张县城，斩殺有清廉美名的知县沈齐义。
之後王倫軍打败前来镇压的兖州镇总兵惟一，然后挥军北上，连克陽穀、堂邑两县。王倫軍又于柳林设伏，大败山东巡抚徐绩，队伍迅速发至近万人。同年农历九月十二日，乘胜攻抵临清城下。清廷急令舒赫德为统帅，组织三中兵马向王倫军大举围攻。九月二十三日，各路清军齐集临清周围，王倫军腹背受敌，不得已转攻为守，占据临清土城，顽强抵抗。血战至九月二十九日，王倫軍伤亡殆尽，王伦在一座塔樓裏举火自焚而死，乌三娘、李旺阵亡。王荆隆、孟灿、国泰等到力尽被俘，解往北京后遇害起义遂告失败。 

## 后事
1957年5月10日，原寿张县人民政府在王伦的故乡后王庄刻石立碑，以示纪念。

## 軼事
山東省聊城一帶流傳拿王倫、二十四子抓王倫這兩種棋，傳說名字是紀念在該地民變的王倫。

## 研究書目
- Susan Naquin（韓書瑞）著，劉平等譯：《山東叛亂：1774年王倫起義》（南京：江蘇人民出版社，2008）。